# 皮爾·維爾索
皮爾·維爾索（Per Walsoe，1943年—），是前丹麥最高法院法官；亦是一位來自丹麥的退役男子羽球運動員，他從1960年代中期到1970年代初期獲得多項丹麥國內外雙打比賽冠軍。
皮爾·維爾索與耶洛·漢森一起贏得了1970年歐洲羽球錦標賽男子雙打金牌。他還在1970年與波妮爾·莫爾加德·韓森一起在著名的全英羽球錦標賽中奪得混雙冠軍，之前他曾在1966年和1967年與同一個合作夥伴一起進入決賽。維爾索在1967年全英男子雙打比賽中也與史溫·普利一起獲得亞軍，僅敗給同是丹麥人的亨寧·波希與厄蘭·科普斯。身為世界級羽球比賽中身體素質最佳的球員之一，皮爾·維爾索代表丹麥參加了1967年、1970和1976年的湯姆斯盃（男子國際團體賽）比賽。